# لیندا پری
لیندا پری (انگلیسی: Linda Perry زاده ۱۵ آوریل ۱۹۶۵) آهنگ‌ساز، خواننده، گیتاریست و تهیه‌کننده موسیقی آمریکایی است.

## کودکی
لیندا پری زادهٔ ۱۹۶۵ در اسپرینگفیلد ماساچوست و فرزند یک خانواده پرجمعیت(با یک خواهر و پنج برادر) است. مادر وی که تبار برزیلی دارد مدل، طراح و کاراگاه خصوصی و پدرش آلفرد خاویر پری(دو رگه پرتغالی/آمریکایی) مهندس و موزیسین بود.
دوران نوجوانی لیندا با دست و پنجه نرم‌کردن با بیماری نارسایی کلیه و یک دوره کوتاه اعتیاد سپری شد. در همین دوره به آموختن گیتار روی آورد و از همان ابتدای کار استعدادش در زمینه موسیقی را بروز داد.
وی همجنس‌گراست و بیان داشته‌است که با دختر سیبل شفرد یعنی کلمتنه فورد رابطه داشته‌است.

## زندگی حرفه‌ای

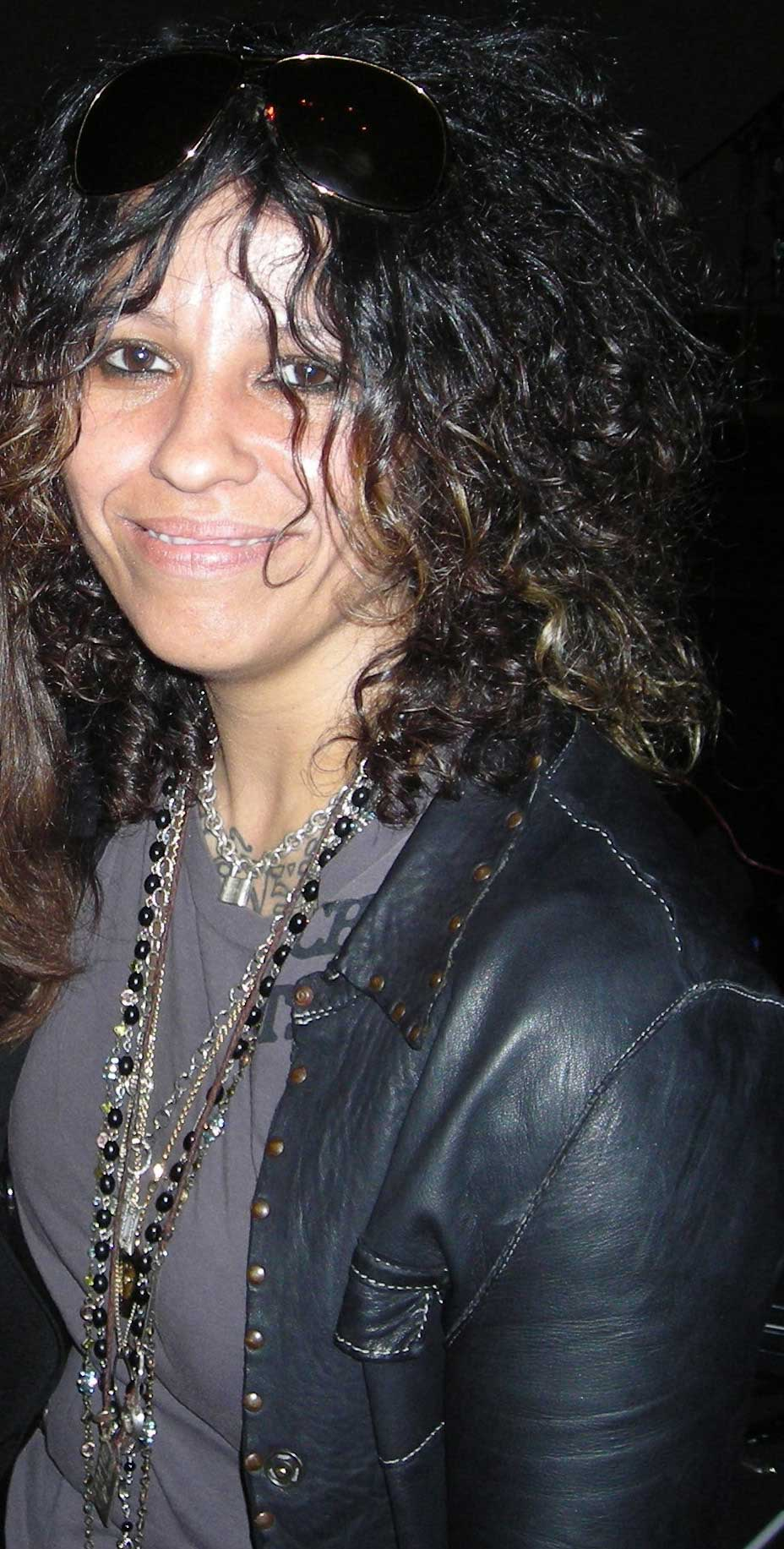
لیندا پری (کالیفرنیا-۲۰۰۸)

اوایل سال ۱۹۸۷ به سن فرانسیسکو نقل مکان کرد که آغازی برای فعالیت حرفه‌ای او بود. پس از مدتی نوازندگی در کافه و کلوپ‌های شبانه، اولین ترانه جدی‌اش با نام «Down On Your Face» را ساخت و این زمانی بود که پیشنهادهایی برای عضویت در گروه‌های موسیقی مختلف دریافت می‌کرد. یکی از پیشنهاد دهندگان
کریستا هیل‌هاوس بنیانگذار گروه تازه تأسیس فور نان بلاندز بود که به دنبال یک خواننده جدید می‌گشت. لیندا پیشنهاد همکاری را پذیرفت و به عنوان آهنگساز و خواننده اصلی فور نان بلاندز فعالیت‌اش را شروع کرد. آن‌ها اولین آلبوم‌شان به نام بزرگتر، بهتر، سریع‌تر، بیشتر! را در سال ۱۹۹۲ و با لیبل شرکت معتبر اینترسکوپ منتشر کردند. آلبوم در ابتدا با اقبال زیادی روبرو نشد اما پس از مدتی و با آغاز پخش ویدئوی «چه خبر؟» از ام‌تی‌وی، گروه به‌سرعت مسیر موفقیت را پیمودند. بزرگتر، بهتر، سریع‌تر، بیشتر! بیش از شش میلیون نسخه در سطح جهان فروش کرد و در پی این موفقیت تورهای متعدد گروه در نقاط مختلف دنیا برگزار شد.
لیندا در سال ۱۹۹۵ و در پی اختلاف عقیده بر سر چگونگی ساخت قطعات آلبوم دوم فور نان بلاندز که در مرحله پیش تولید بود، گروه را برای همیشه ترک کرد.
وی تا مدتی به ساخت آهنگ‌های شخصی‌اش پرداخت که حاصل آن دو آلبوم با نام‌های In Flight و After Hours تا به امروز است. در حال حاضر او بیشتر به عنوان تهیه‌کننده در صنعت موسیقی آمریکا فعالیت می‌کند.